# Elvis & Hollywood Legends Museum
Het Elvis & Hollywood Legends Museum, voorheen Elvis Presley Museum, is een museum in Pigeon Forge in de Amerikaanse staat Tennessee. Het is gewijd aan Hollywood-legendes in het algemeen en de zanger en acteur Elvis Presley in het bijzonder. 

## Collectie

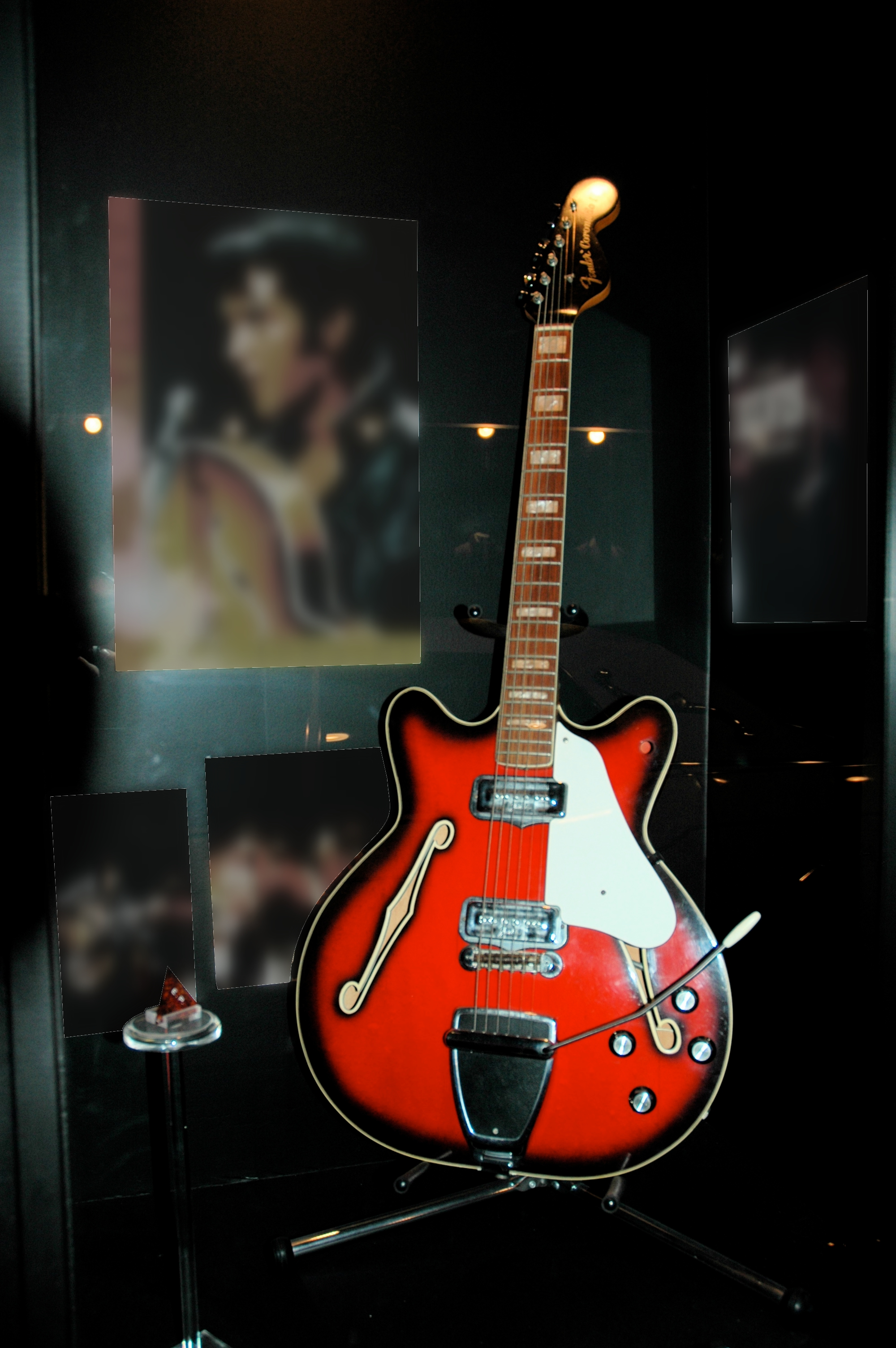
Elvis' Fender Coronado in het museum

In de collectie bevindt zich de Cadillac Coupe de Ville waarin Elvis met Priscilla Beaulieu trouwde in Palm Springs. Ook is er zijn laatste limousine te zien, waarmee hij twee weken voor zijn dood nog heeft gereden. De collectie bestaat verder uit een elektrische gitaar van het type Fender Coronado, verschillende kledingstukken, een houten reiskist die hij tijdens zijn tournees gebruikte, kleding, juwelen, wapens en andere voormalige eigendommen. Volgens de oprichter zou het om de grootste private Elvis-collectie ter wereld gaan.
Daarnaast worden stukken getoond van andere Hollywood-acteurs, zoals Marilyn Monroe, Burt Reynolds en Hugh Hefner. De bezoeker wordt door het museum geleid met behulp van audio-apparatuur, waaraan Ed Hill en Donnie Sumner mee hebben gewerkt, twee oude vrienden van Elvis.

## Geschiedenis
De collectie werd bijeen gebracht door Mike L. Moon. Hij begon zijn verzameling in 1971 toen hij Elvis op een feest ontmoette en van hem een riem kreeg. Zijn dood in 1977 inspireerde hem om een tweede museum naast Graceland te openen, waar Elvis heeft gewoond. Hij opende het in 1979 als het Elvis Presley Museum en breidde de collectie in de loop van de jaren uit. Het museum werd later voortgezet door zijn dochter.
Rond 2014 werd het verhuisd en de presentatie gerenoveerd en verbreed. Het werd heropend in het winkelcentrum Walden's Landing aan de Parkway als Elvis & Hollywood Legends Museum.